# The Show (canção de Lenka)
"The Show" é o single de estreia da cantora/compositora australiana Lenka, que foi lançado em Dezembro de 2008 - Junho de 2009. A música foi apresentada em seu álbum de estreia homônimo Lenka, lançado em 2008. O single atingiu sucesso no Vietnã, aonde conseguiu chegar ao primeiro lugar na Rádio Vietnã. A música foi também apresentada como a trilha sonora para Old Navy, bem como para a promo de  Ugly Betty, o filme Angus, Thongs and Perfect Snogging, a campanha de primavera de 2009 da estação de TV polonesa  TVN, um comercial para uma companhia de telecomunicações da Malásia chamada  TM em 2009 e foi promovida como Single Gratuito do iTunes da Semana. Amostras da música foram apresentadas em comerciais de sofás da DFS no Reino Unido.

## Lista de Faixas
1. The Show (Album Version) — 3:55
2. Gravity Rides Everything (The Woodstock Sessions) — 3:49

## Clipe da Música
O clipe da música consiste em Lenka sentada num banco em um parque cantando sua canção e retirando pétalas duma flor. Ela então voa à próxima cena, aonde ela está num ônibus olhando para as outras pessoas, incluindo uma idosa e um homem que ela percebe que está olhando para ela. Ela então voa a uma loja de fotos, aonde ela olha uma foto dela com seus amigos. Também há uma cena na qual ela joga tênis sem sequer conseguir acertar a bola. A próxima cena é a em que ela está pedalando uma bicicleta com alguns artigos de mercearia. Enquanto ela pedala sua bicicleta, ela percebe que as pessoas à sua volta estão dançando enquanto a mesma canta o segundo verso de sua música. Então ela voa a um concerto, no qual ela canta o refrão e voa novamente, desta vez a um restaurante, aonde ela e o homem que estava olhando para ela no ônibus estão comendo. O homem percebe que a comida de Lenka foi cortada por um objeto que ele sequer percebeu. Ela então vai até sua casa, na qual sua escova de dentes escova os dentes dela sem sequer ela segurá-la e, vagarosamente, vai à cama. Ela então termina assistindo a TV e desligando as luzes.

## Paradas
| Parada (2008)                  | Posição Máxima |
| ------------------------------ | -------------- |
| Australian Singles Chart       | 65             |
| U.S. Billboard Adult Pop Songs | 25             |
| Parada (2009)                  | Posição Máxima |
| Austria Singles Chart          | 13             |
| Belgium Ultratip Singles Chart | 4              |
| Czech Republic Singles Chart   | 35             |
| European Hot 100               | 49             |
| German Singles Chart           | 23             |
| Japan Hot 100                  | 24             |
| Polish Singles Chart           | 1              |
| Swiss Singles Chart            | 21             |
| UK Singles Chart               | 22             |

## Histórico de Lançamento
| Região    | Data                   | Gravadora    | Formato          | Catálogo    |
| --------- | ---------------------- | ------------ | ---------------- | ----------- |
| Austrália | 6 de Setembro de 2008  | Epic Records | Download digital | 88697412892 |
| Austrália | 17 de Novembro de 2008 | Epic Records | Single em CD     | 88697412892 |